# Kamixlak
Kamixlak (en rus: Камышлак) és un poble de l'óblast de Saràtov, a Rússia, segons el cens del 2010 tenia 35 habitants. Pertany al districte municipal d'Ozinki.